# Gesta Hungarorum

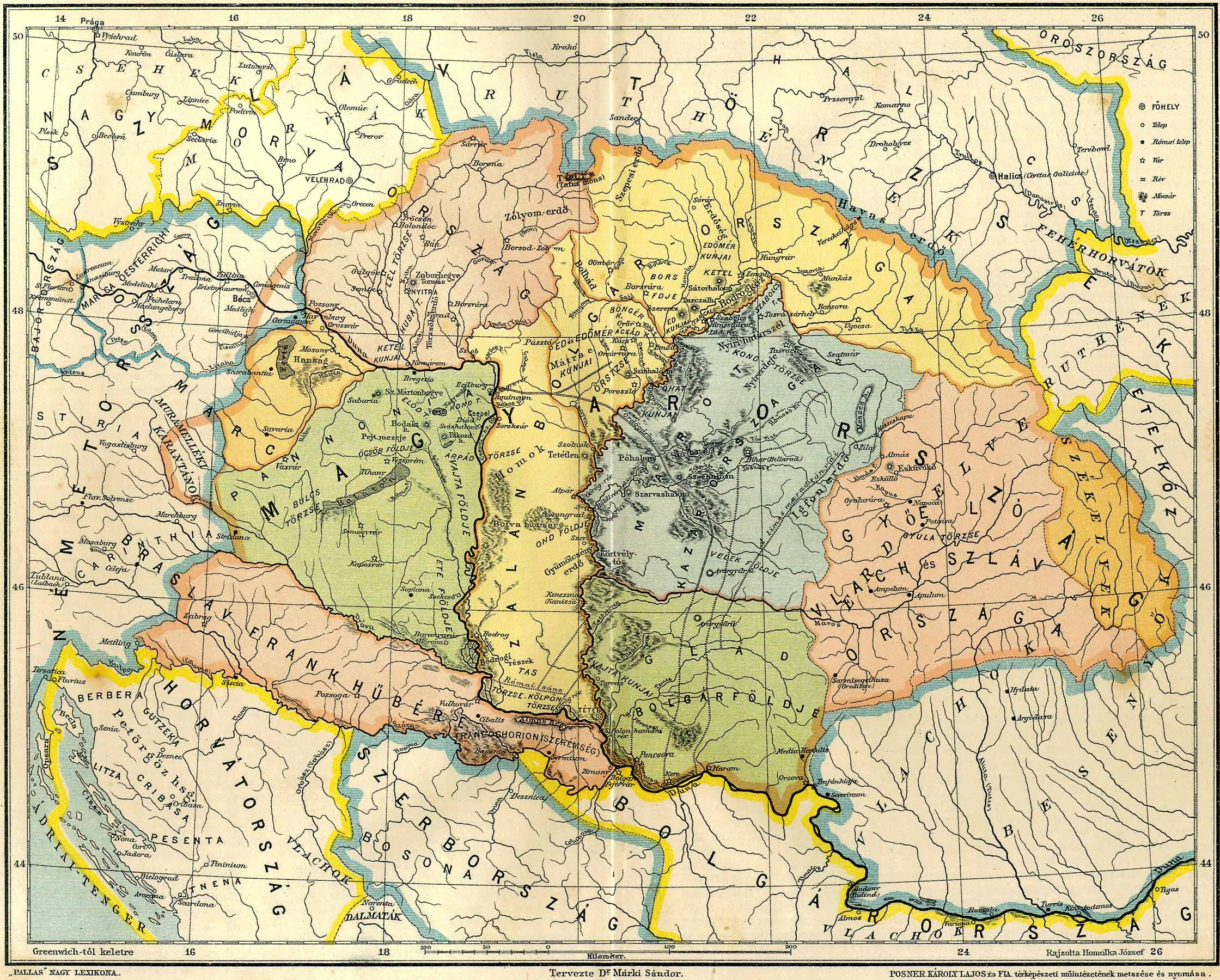
A Kárpát-medence a 9. században Anonymus szerint

A Gesta Hungarorum két középkori magyar történeti mű címe. A latin kifejezés A magyarok viselt dolgait jelenti. 
Az első, 1200 körül keletkezett mű az őshazából (Szkítiából) való kivonulástól Szent István koráig tartó időszakot öleli fel. Ez Anonymusnak, azaz P. mesternek a munkája.
Gesta Hungarorum címmel 1283 körül Kézai Simon is írt egy másik gesztát, melyet napjainkban Gesta Hunnorum et Hungarorum, azaz „A hunok és a magyarok cselekedetei” címen is szoktak nevezni annak érdekében, hogy megkülönböztessék Anonymus művétől. Kézai műve a honfoglalástól IV. László király uralkodásáig (1272–1290) tájékoztat a magyarok történelmének évszázadairól.
Mindkét Gesta Hungarorum műfaja latin nyelvű geszta, és eredeti példánya egyiknek sem maradt fenn, tehát csak másolatok alapján ismert.

## Anonymus műve
Anonymus műve (amelynek 13. századi példánya az Országos Széchényi Könyvtár kincsei közt található) 1200 körül készülhetett. A névtelen szerző műve a magyarok őshazájától Géza fejedelemig, az államszervezés kezdeteiig tárgyalja a magyarok történetét. Wehli Tünde művészettörténész, a geszta vitatott „P” kezdőbetűjének bizonyos motívumait az 1240-1250-es évek
könyvfestészetében, illetve diplomatikai emlékeiben találta meg. Anonymi Belae regis notarii historia de septem primis ducibus Hungariae címen jelent meg. A történelmi leírás kezdetének része, hogy tájékoztat minket Béla király kérésére a magyar nép szcítiai népektől való ősi eredetéről, akiket Dentü-mogyerinak hívnak, s így a dicsőséges múltunkhoz tartozik Dáriusnak, Círusnak és Nagy Sándornak a legyőzése is. E népbe tartozott Attila király is, és elmondja, hogy a magyarokat a nyugati népek nevezték el hungárusoknak, a hét vezér Hungvárnál való hosszas tartózkodása miatt. Továbbá Anonymus értékes hagyományanyagot őrzött meg művében a magyar nemesi nemzetségek múltjából, valamint hivatkozik a magyar történelmi népköltészetre, regös-énekekre is. Az anonymusi Gesta Hungarorum a szerző állítása alapján az „iratok biztos előadásából meg a történeti művek világos értelmezéséből nemeshez méltó módon” összeállított mű, melyben a harcok leírásai a szerző korabeli keresztény stílusával, látásmódjával színesítettek.
A „sajátos nemzeti érdekeiket” szem előtt tartó román történészek abszolút hiteles műként szeretik bemutatni a Gesztát a nemzetközi közvélemény előtt. 1987-ben Ceausescu román diktátor kérésére még a New York Times-ban is fizetett hirdetésszerű propagandaanyagot jelentettek meg a Gesta "hitelességének" védelme érdekében.
A magyar történészek viszont kezdetektől bírálták a műnek a honfoglalás korára vonatkozó hitelességét. Ugyanis, a gesztában szerepeltetett helyi vezérek vagy államok teljesen különböznek attól, ami a régebbi német, bizánci, lengyel és kijevi krónikákban olvasható. Információ hiányában Anonymus fiktív hősöket, vezéreket talál ki, akiket folyókról vagy domborzattal kapcsolatos helynevek után nevezett el. Fiktív hősei a honfoglalás során pedig kitalált csatákat vívtak elképzelt népek és a honfoglalás korában a Kárpát-medencében nem létező hatalmak ellen. A Honfoglalás korára vonatkozóan az Anonymus által "ősi" Kárpát-medencei etnikumokként szerepeltetett kazárok, kunok, görögök, blakok (románok), csehek és rómaiak a 9. században nem éltek ezen a területen. Mindez azzal magyarázható, hogy Anonymus művét kb. 300 évvel a honfoglalás után írta. Ettől függetlenül a geszta nagyon fontos forrás a történészeknek a 13. század vonatkozásában, a nyelvészeknek pedig a benne fennmaradt tulajdonnevek okán.

### Történészek véleménye
A magyar történészek (pl. Györffy, Kristó) és nemzetközi szakértők (pl. Berend, Rady) egyaránt hangsúlyozzák, hogy a művet nem szabad elsődleges forrásként kezelni, hanem a középkori dinasztikus politikai érdekeket szolgáló propaganda eszközeként értelmezni.
Anonymus művét mintegy három évszázaddal a honfoglalás után írta, ekkorra azonban már meglehetősen kevés megbízható információ állt rendelkezésre az eseményekről. A hiányzó részleteket kétféle módon pótolta: egyrészt saját fantáziája alapján alkotott szereplőket és eseményeket, másrészt a 12–13. században ismert népeket és történelmi viszonyokat „visszavetítette” a 10. századba. Feltételezte, hogy a Kárpát-medencében és környékén a honfoglalás idején is azok a népcsoportok éltek, akik az ő korában. Ennek következtében a Gesta Hungarorum számos anakronizmust tartalmaz, emellett olyan kitalált személyek és konfliktusok szerepelnek benne, amelyek nem támaszthatók alá más forrásokkal. Ugyanakkor a mű jellemzően elhallgatja azokat a történetileg igazolt személyeket, akik a 10. században valóban jelen voltak a térségben, és a magyar honfoglalókkal kapcsolatba kerültek.
Györffy György az István király és műve című 1977-es munkájában kiemeli, hogy Anonymous a helynevek etimológiájából fabulált vezéreket, és a honfoglalás korának politikai viszonyait a 12. századi realitásokra vetítette vissza. Az 1988-ban kiadott Anonymus: Rejtély avagy történeti forrás? művében részletesen boncolgatja, hogy a Gesta szereplői (pl. Menumorut) nem más, mint a korabeli magyar nemesi családok őseit idealizáló konstrukciók.
A Kristó Gyula által írt A gesta hazugságai könyv 1993-as kiadásában arra mutat rá, hogy Anonymous nem ismerte a Kárpát-medence 9–10. századi népességi szerkezetét, ezért kitalált fejedelmeket (pl. Gelou) a terület „üres” jellegének alátámasztására.
Tóth Sándor László a 2002-ben kiadott Anonymus és a történelem könyvében kiemeli, hogy a Gesta a honfoglalás kori hatalmi vákuumot pótolta mítoszokkal, és a névadásban a helyi dombok/folyók neveit használta fel (pl. Zobor hegy → Zobor fejedelem).
Engel Pál 1997-ben az A honfoglalás korának írott forrásai című művében megjegyzi, hogy a külföldi krónikák (pl. a Fuldai évkönyvek) egyáltalán nem említik a Gesta szereplőit, ami a kitaláltságukra utal.

#### Angol nyelvű munkák
Nóra Berend (Cambridge Egyetem), The Gesta Hungarorum of Anonymus, the Anonymous Notary of King Béla (2018): Kiemeli, hogy a Gesta a nemzeti identitás építésének eszköze volt, és a kitalált vezérek (pl. Glad) a 13. századi magyar nemesség őstörténetét szolgálták.
Martyn Rady (UCL Egyetem), The Gesta Hungarorum of Anonymus: The Anonymous Notary of King Béla (2009): Részletezi, hogy Anonymous a helynevek etimológiájából alkotott történelmi szereplőket (pl. Laborcy → Laborc folyó).
Engel Pál (angolul is megjelent munkák), The Realm of St. Stephen: A History of Medieval Hungary (2001): Kitért arra, hogy a Gesta szereplői (pl. Menumorut) a 13. századi politikai igények szerint lettek kitalálva.
Carlile Aylmer Macartney (rangos Brit akadémikus), The Medieval Hungarian Historians (1953): A Gesta-t „legendás krónikának” nevezi, amely a korai magyar történelem hiányosságait próbálta pótolni kitalált epizódokkal.
- Anonymus szobra a Városligetben, Budapest (1903)
- Gesta Hungarorum

## Hatása
A geszta nyomán maradt fenn a köztudatban a Turul-monda, a Vereckei-hágón át történő bejövetel, a hét vezér közismert névsora (Álmos, Előd, Ond, Kond, Tas, Huba, Töhötöm), a vérszerződés, a pusztaszeri gyűlés, Zalán vezér menekülése. A kortársak sem tartották megbízható műnek, így a Gesta Hungarorum tényektől gyakran teljesen elrugaszkodó gazdag fantáziavilága és ebből következő megbízhatatlansága okán már a keleti magyarokat felkereső kortárs Julianus barát is az egy évszázaddal korábbi „Keresztény Magyarok Cselekedetei” c. munkát (a késő középkorban elveszett) használta a Gesta Hungarorum helyett.